# 玛蒂尔达·彼得森
玛蒂尔达·彼得森（瑞典語：Matilda Petersen，1991年2月17日—），瑞典女子羽毛球運動員。

## 生平
2014年5月，玛蒂尔达·彼得森出戰里加羽毛球國際賽，贏得女子單打冠軍。

## 主要比賽成績
只列出曾進入準決賽的國際賽事成績：
| 年份   | 賽事               | 公開賽級別 | 項目     | 成績   |
| ------ | ------------------ | ---------- | -------- | ------ |
| 2013年 | 立陶宛羽毛球公開賽 | 未來系列賽 | 女子單打 | 準決賽 |
| 2014年 | 里加羽毛球國際賽   | 未來系列賽 | 女子單打 | 冠軍   |

| 2007-2017年 | 首要超級賽 | 超級賽 | 黃金大獎賽 | 大獎賽 | 國際挑戰賽 | 國際系列賽 | 未來系列賽 | 其他 |

| 2018-2026年 | 總決賽 | 超級1000賽 | 超級750賽 | 超級500賽 | 超級300賽 | 超級100賽 | 國際挑戰賽 | 國際系列賽 | 未來系列賽 | 其他 |